# Australochus clypeator
Australochus clypeator là một loài tò vò trong họ Ichneumonidae.